# Bob Hope
Leslie Townes (Bob) Hope (Eltham, 29 mei 1903 – Toluca Lake, 27 juli 2003) was een van de bekendste  Amerikaans komieken van de 20e eeuw. Bob Hope was een conferencier, die alle facetten van het vak beheerste. Hij trad op als vaudevilleacteur, in Broadway-toneelstukken en musicals, in radio- en televisieprogramma's en in films. 

## Jeugd
Hope kwam ter wereld in Eltham, Zuidoost-Londen, als vijfde van zeven zonen. Zijn vader was steenhouwer en zijn moeder zong in lichte opera's. In 1907 verhuisde zijn familie naar Cleveland in de Amerikaanse staat Ohio. In 1920 werd hij Amerikaans staatsburger.

## Vroege carrière
Op tienjarige leeftijd won Hope een Charlie Chaplin-imitatiewedstrijd. Na de middelbare school nam hij danslessen bij King Rastus Brown en Johnny Root. Hij bleek een natuurtalent.
Op zijn achttiende gaf hij dansvoorstellingen met zijn toenmalige vriendin Mildred Rosequist in Cleveland en omgeving. Korte tijd later vond hij zijn weg naar de theaters in New York.
Na zijn debuut op Broadway in 1927 in de musical The Sidewalks of New York brak Hope in 1933 door als de grappende Huckleberry Haines in de musical Roberta. Tijdens deze voorstelling leerde hij de zangeres Dolores Reade kennen, met wie hij in 1934 trouwde.

## Roem
Door het succes van zijn satirische radiomonologen kreeg Hope een rol in de film The Big Broadcast of 1938, wat meteen een succes was. In deze film zong hij Thanks for the Memory, wat zijn lijflied zou worden.
Hopes samenwerking met Bing Crosby en Dorothy Lamour in de diverse Road to...-films (1940-1952) stond garant voor lange rijen voor de bioscopen. De serie begon met Road to Singapore, gevolgd door Road to Zanzibar (1941), ... Morocco (1942), ... Utopia (1946), ... Rio (1947), ... Bali (1948) en ... Hong Kong (1952).
Andere komische rollen speelde hij in Caught in the Draft (1941), Let's Face It (1943), The Paleface (1948), Fancy Pants (1950) en My Favorite Spy (1951).
Hope speelde hoofdrollen in meer dan vijftig films en verscheen met bijrollen in vijftien andere (de laatste was Spies Like US in 1985).
In 1944 was Hopes radioprogramma het hoogst gewaardeerde in de VS en in 1950 maakte hij zijn debuut op televisie.
Op 6 mei 1941 trad Bob Hope voor het eerst op voor Amerikaanse militairen. Hij bleef soldaten vermaken gedurende de rest van de Tweede Wereldoorlog, de Koreaanse Oorlog, de Vietnamoorlog en zelfs nog in 1991 tijdens de Golfoorlog. Tijdens zijn optredens voor deze soldaten was hij zeer betrokken en bijna altijd droeg hij legerkleding als teken van ondersteuning en bewondering voor zijn publiek.
De komiek vergaarde een fortuin, dat hij investeerde in onroerend goed. Het tijdschrift Forbes schatte zijn vermogen eens op meer dan 500 miljoen dollar.

## Onderscheidingen
Hope ontving vier sterren op de Hollywood Walk of Fame.
Van president George W. Bush kreeg hij de naar hem genoemde Bob Hope American Patriot Award.
Hij kreeg vijf ere-Oscars voor zijn bijzondere humanitaire verdiensten in 1940, 1944, 1952, 1959 en 1965.
De Academy Award voor "Beste Acteur" werd echter nooit aan hem toegekend.
Van elk Amerikaans legeronderdeel kreeg hij onderscheidingen voor de meer dan 40 kersttournees die hij langs de troepen maakte.
Hij werd erecommandeur in de orde van het Britse Rijk en kreeg een People to People Award van President Dwight D. Eisenhower, de Congressional Gold Medal van President John F. Kennedy en de Medal of Freedom van President Lyndon B. Johnson.
Hope werd zo vaak geëerd (ruim 2000 keer) dat hij een magazijn moest laten bouwen om zijn prijzen in op te slaan.
Hoewel zijn gezondheid de laatste jaren afnam, bleef Hope volhouden dat hij nooit zou ophouden met entertainen.
"Ze zullen me weg moeten dragen", dreigde hij, "want ik heb nog een paar nummers te doen voordat ik naar het Grote Golfterrein ga".
Hope was befaamd om zijn liefde voor sport. Hij was in zijn jeugd korte tijd professioneel bokser, speelde pool voor geld, was gek op American football en was mede-eigenaar van de Cleveland Indians en de Los Angeles Rams. Het meest bekend werd hij evenwel door zijn passie voor golf; hij speelde zelfs in een aantal PGA (Professional Golf Association) wedstrijden. Ter ere van Amerika's meest geliefde komiek werd de Hope/Chrysler Classic naar hem genoemd, dat in 2003 voor de 44e keer wordt georganiseerd.
Hij speelde golf met bijna iedere president na Dwight D. Eisenhower.
Hope vierde zijn honderdste verjaardag op 29 mei 2003 en wedijvert met Irving Berlin en George Burns om de titel beroemdste honderdjarige. Ter gelegenheid van zijn verjaardag werd de kruising van Hollywood Boulevard en Vine Street in Los Angeles herdoopt naar Bob Hope Square. Ook werd deze dag in 35 staten uitgeroepen tot Bob Hope Day. Zelf bracht de jubilaris de dag door in zijn huis in Toluca Lake waar hij sinds 1937 woonde. Zelfs op die leeftijd liet zijn gevoel voor humor hem niet in de steek toen hij zei "ik ben zo oud dat ze mijn bloedgroep hebben afgeschaft". Hij overleed twee maanden later aan een longontsteking.

## Citaten
Hope was een perfectionist waar het kwinkslagen en korte grappen betrof. Omdat hij zo vaak weg was van zijn vrouw en hun vier geadopteerde kinderen om shows op te voeren grapte hij: "Als ik thuis kom, denken mijn kinderen dat ik speciaal voor hen geboekt ben".
"Ons gezin was zo groot, dat ik pas op mijn achtste voor de eerste keer de badkamer in mocht."
Hij veranderde zijn voornaam in Bob omdat hij bang was dat klasgenoten anders "Hope, Leslie" zouden verbasteren tot "hopelessly".
Hij wist dat hij voorbestemd was om acteur te worden: "De dag dat ik werd geboren stond ik op en maakte een buiging. Toen de dokter me sloeg, dacht ik dat ik applaus kreeg".
Op zijn sterfbed vroeg zijn vrouw waar hij begraven wilde worden. Hope antwoordde: "Verras me."
Uiteindelijk is hij begraven in het San Fernando Mission Cemetery in San Fernando Valley.